# Славчо Давидов
Славчо Михайлов Давидов (25 април 1905 – 11 май 1981) е български стоматолог, професор, доктор на медицинските науки.

## Биография
Роден е на 25 април 1905 г. в Кюстендил. Завършва гимназия в родния си град. През 1928 г. завършва стоматология, а през 1935 г. медицина в Лайпциг, Германия. В периода 1928-1935 г. е асистент в Университетската клиника за зъбни челюсти в Лайпциг. Асистент в Университетската медицинска клиника в София (1942-1943). Един от основателите на Зъболекарския факултет в София. От 1943 г. е доцент при катедрата по оперативно зъболечение, а от 1946 г. е професор и завеждащ катедра по оперативно зъболечение с ортодонтия в Медицинвския факултет. Редовен професор в катедра по оперативно зъболечение и лицево-челюстна ортопедия (1946-1975). Председател на Републиканското научно стомматологично дружество. Автор на първия в България учебник по хирургична стоматология. Чете лекции в Берлин, Лайпциг и Йена, Будапеща, Истанбул, Хамбург.
На 18 юли 1940 г. се ражда сина му Михаил Давидов, лекар-анатом и цитолог. Умира на 11 май 1981 г.

## Награди и отличия
- Удостоен е с орден „Червено знаме на труда“;
- Удостоен е с орден „Кирил и Методий“ I степен.